# Marque d'énonciation
Une marque d'énonciation est un mot ou une expression qui, dans une phrase, révèle l'existence de celui qui parle (ce mot ou cette expression est la marque de l'existence de l'énonciation).

## Les marques d'énonciation dans le langage courant
- L'adverbe bien, qui montre un jugement de valeur et donc la présence du locuteur ;
- L'adverbe aujourd'hui, qui indique le moment où le locuteur parle (et qui révèle donc son existence), au contraire de ce jour-là.

D'une manière générale, les marques d'énonciation sont :
- des adverbes lorsqu'ils supposent un jugement de la part du locuteur, si discret soit-il, ou une indication concernant le locuteur (demain, hier, tout à l'heure n'ont de sens que par rapport au moment où le locuteur parle, au contraire de le lendemain, la veille, quelques instants plus tard, qui ne sont pas des marques d'énonciation) ;
- des pronoms lorsqu'ils concernent un  interlocuteur ;
- certains tiroirs verbaux : le présent d'énonciation, mais aussi le passé composé ou le futur qui, contrairement au passé simple ou au conditionnel, n'ont de sens que par rapport au moment où s'exprime le locuteur.
- les adjectifs gradables (noir, joli, vrai, mais pas présidentiel ni antique) ; ils expriment un jugement du locuteur.
- tout signe qui montre un jugement ou une quelconque subjectivité de la part du locuteur : par exemple, un point d'exclamation : Ce jour-là, il pleuvait !

## Extension de l'étude des marques d'énonciation aux œuvres de fiction
Dans la fiction, certains passages de romans (certains romans entiers, comme les romans à la première personne) sont ancrés dans la situation d'énonciation (voir énonciation). Le narrateur utilise des marques d'énonciation, ce qui a un impact considérable : pourquoi révèle-t-il ainsi sa présence ? l'auteur veut-il construire un narrateur critique (Flaubert, L'Éducation sentimentale) ? ou, au contraire, la distanciation va-t-elle jusqu'à mettre en scène un narrateur explicitement ingénu (Vivant Denon, Point de lendemain) ? Dans quelle mesure la présence explicite d'un narrateur est-elle révélatrice d'un interventionnisme de la part de l'auteur (voir Lesage, Histoire de Gil Blas de Santillane) ? 
D'autres romans comportent un narrateur qui ne montre jamais sa présence de manière explicite : les marques d'énonciation sont absentes. Le narrateur est-il malgré tout implicitement présent derrière un texte apparemment neutre ? Où faut-il chercher cette présence ? 
On voit que, au-delà des situations de locution habituelle que l'on rencontre tous les jours, l'implication de la présence ou de l'absence du narrateur est considérable dans les œuvres de fiction, jusque dans le cinéma ou la bande dessinée. Hitchcock apparaissant dans ses propres films est, d'une certaine manière, une marque d'énonciation en lui-même, parce que tout le monde le reconnaît. Mais on comprend ici qu'une marque d'énonciation n'est pas forcément reconnue par tous : une certaine intersubjectivité linguistique, puis une complicité culturelle sont nécessaires entre l'artiste et le lecteur (ou spectateur).

### Grammaire
- Embrayeur
- Énonciation
- Valeur du présent ; présent d'énonciation

### Littérature
- Focalisation
- Mise en abîme
- Autotélisme